# Bat For A Heart
«Bat for a Heart» —en español: «Bate Para Un Corazón»— es una canción pop con elementos dance pop de la cantante estadounidense Ashlee Simpson. Escrita y producida por Simpson y Linda Perry. La canción fue lanzada en noviembre del 2012, por el sello independiente de la cantante ℗ 2012 Ashlee Simpson. Se creía que la canción habría sido lanzada como primer sencillo de su cuarto álbum de estudio, pero hasta ahora se desconoce si la cantante tiene planeado lanzar nuevo material al mercado. 
Musicalmente, es una canción de la palabra hablada y dispone de diferentes géneros, como R&B, New jack swing, dance pop y música influenciada. Líricamente, la canción habla de mandar al diablo a una persona. Fundamentalmente, «Bat For A Heart», recibió críticas generalmente mixtas de los críticos contemporáneos y mayores, algunos apreciando el cambio musical y la imagen de Ashlee, mientras que otros criticaron el cambio hacia un tono más sexual.
Su video musical fue lanzado en enero de 2013. En el clip en blanco y negro, Simpson aparece en luciendo cabellos rubio platino y maquillaje oscuro, mientras baila en ropa interior delante de una pared acolchada.

## Antecedentes
Después del lanzamiento de su tercer álbum de estudio Bittersweet World en 2008, su vida matrimonial y la maternidad, Simpson abandonó su carrera musical totalmente.  En junio de 2011, en el programa de radio de Ryan Seacrest, Simpson confirmó que había mantenido reuniones con John Shanks para planificar la dirección exacta de su próximo álbum. El 20 de julio de 2012, en una entrevista con Nylon, Simpson habló sobre su nuevo álbum diciendo: "Estoy muy orgullosa de los sonidos y estoy muy emocionada de que sea una aventura artística. El sonido es un poco sentimental, un poco de electrónico". Ella también dijo que algunas de las canciones se han completado.
El 31 de octubre de 2012, Simpson revela a través de su sitio web oficial un avance de la canción y el video de su nuevo sencillo «Bat for a Heart». La canción fue lanzada un mes más tarde, bajo el sello independiente de la cantante, "℗ 2012 Ashlee Simpson".

## Composición
«Bat For A Heart» es una canción con connotaciones sexuales. La canción fue escrita y producida por Ashlee Simpson y Linda Perry. «Bat For A Heart» es un tema en Fa sostenido menor, la voz de Ashlee abarcar desde F # 3 en A4. Musicalmente, «Bat For A Heart» es una canción de la palabra hablada y dispone de diferentes géneros, como R&B, New jack swing, dance pop y música influenciada. Líricamente, la canción habla de mandar al diablo a una persona. La canción contienes una onda de S&M. 

## Formato
- Descarga Digital

1. "Bat For A Heart" – 3:32

## Créditos
- Escritores – Ashlee Simpson, Linda Perry
- Productores – Ashlee Simpson, Linda Perry
- Voz principal – Ashlee Simpson